# Manuel Ventura de Barros Leite Sampaio
Manuel Ventura de Barros Leite Sampaio (1850 — 1901) foi um político brasileiro.
Foi presidente da província da Paraíba, nomeado por carta imperial de 18 de março de 1882, de 21 de maio a 2 de novembro de 1882.